# Saint-Sulpice-de-Mareuil
Saint-Sulpice-de-Mareuil korábbi község Franciaországban, Dordogne megyében. Lakosainak száma 111 fő (2018. január 1.). Saint-Sulpice-de-Mareuil Puyrenier, Rudeau-Ladosse, Champeaux-et-la-Chapelle-Pommier, Vieux-Mareuil és Mareuil községekkel határos.
2017. január 1-jén nyolc másik korábbi községgel egyesült és az így létrejött Mareuil en Périgord új község része lett.

## Népesség
A település népessége az elmúlt években az alábbi módon változott:
| Lakosok száma | 170  | 137  | 128  | 131  | 114  | 125  | 118  | 113  | 112  | 111  |
|               | 1968 | 1975 | 1982 | 1990 | 1999 | 2011 | 2013 | 2015 | 2017 | 2018 |